# Allotrichoma faciale
Allotrichoma faciale är en tvåvingeart som först beskrevs av Friedrich Georg Hendel 1936.  Allotrichoma faciale ingår i släktet Allotrichoma och familjen vattenflugor. Inga underarter finns listade i Catalogue of Life.